# Máy pha cà phê espresso

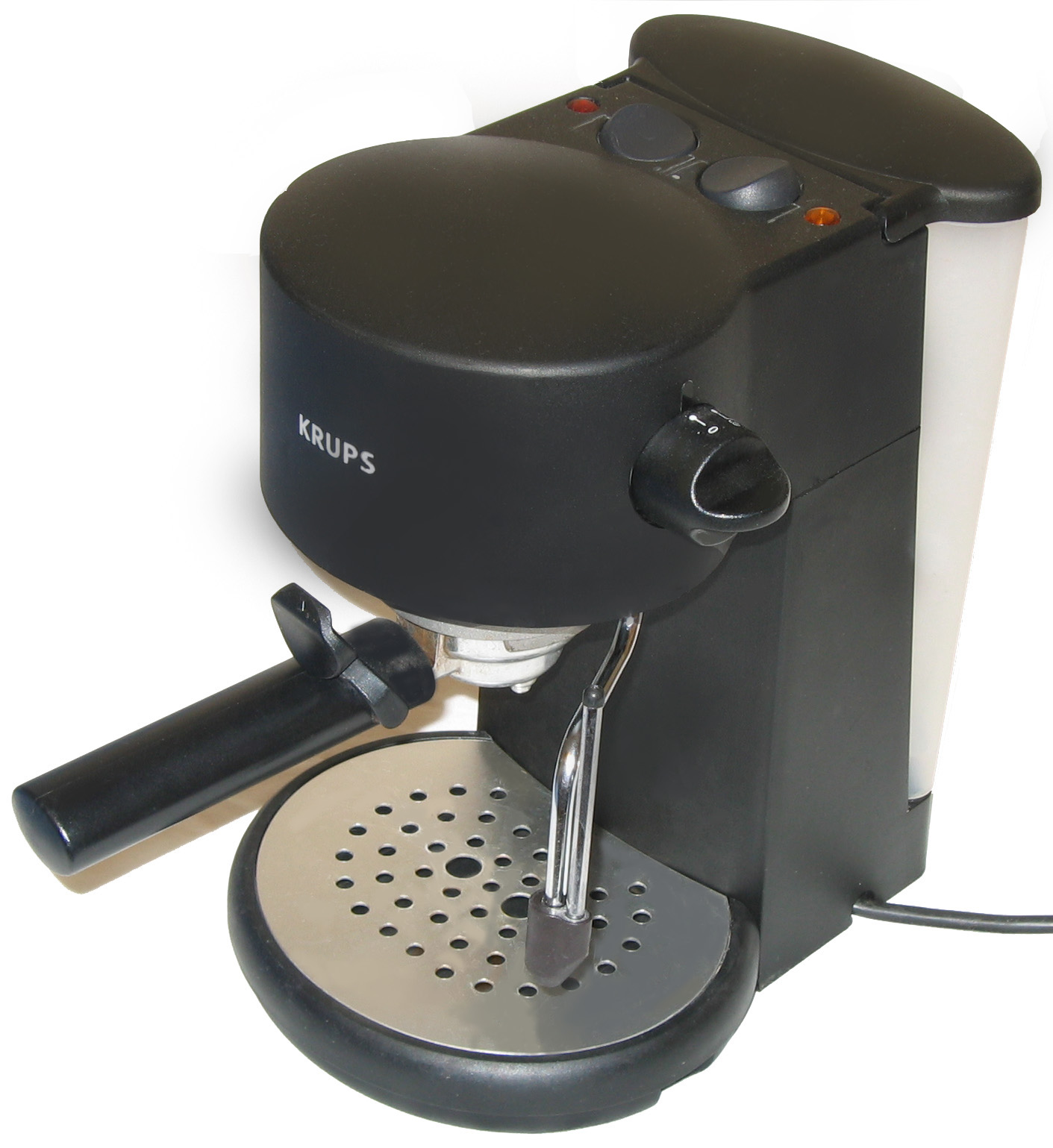
Máy pha cà phê espresso dân dụng thông thường, hoạt động nhờ vòi bơm

Máy pha cà phê espresso pha cà phê bằng cách đưa nước có áp suất gần điểm sôi qua một "hạt" cà phê xay và một bộ lọc để tạo ra một loại cà phê đậm đặc được gọi là espresso. Máy pha cà phê espresso đầu tiên được chế tạo và cấp bằng sáng chế vào năm 1884 bởi Angelo Moriondo ở Turin, Ý. Một thiết kế cải tiến đã được cấp bằng sáng chế vào ngày 28 tháng 4 năm 1903, bởi Luigi Bezzera. Người sáng lập công ty La Pavoni đã mua bằng sáng chế và từ năm 1905 sản xuất máy pha cà phê espresso thương mại với quy mô nhỏ ở Milan.
Nhiều thiết kế máy đã được tạo ra để sản xuất cà phê espresso. Một số máy có cùng điểm chung, chẳng hạn như một "trạm cuối" (grouphead) và một tay pha (portafilter). Máy pha cà phê espresso cũng có thể có "thanh gia nhiệt" dùng để gia nhiệt làm nóng và đưa không khí vào chất lỏng để tạo bọt (chẳng hạn như sữa) cho đồ uống cà phê như cappuccino và caffe latte.
Máy pha cà phê espresso có thể được điều khiển bằng hơi nước, điều khiển bằng piston, điều khiển bằng máy bơm hoặc máy bơm không khí. Cơ chế của máy cũng có thể là thủ công hoặc tự động.

## Lịch sử

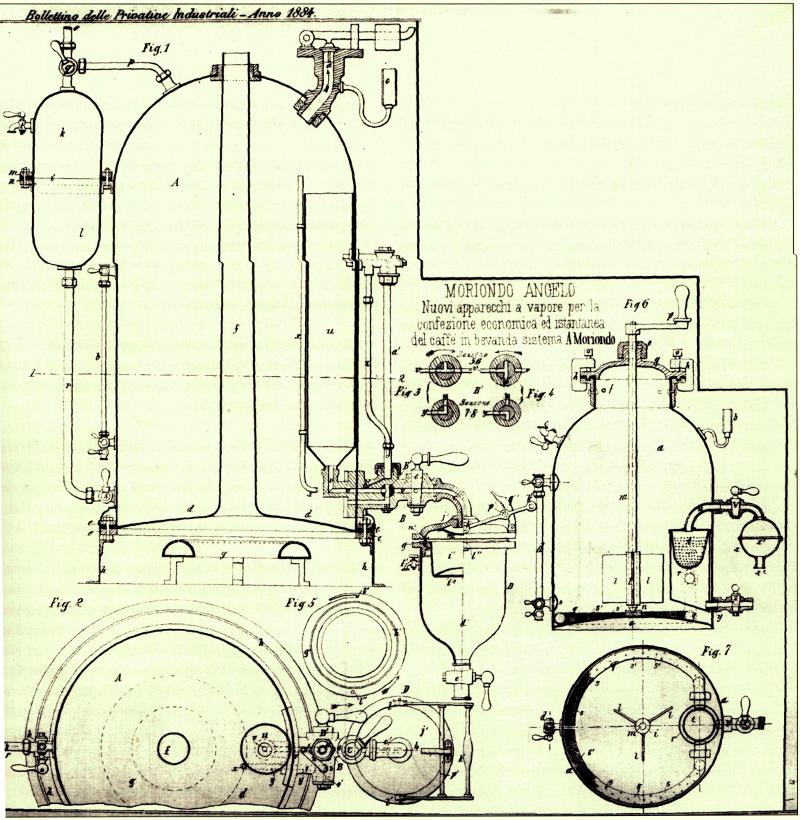
Bằng sáng chế đầu tiên (tập 33 n. 256, 1884) cho Máy pha cà phê, của ông Angelo Moriondo
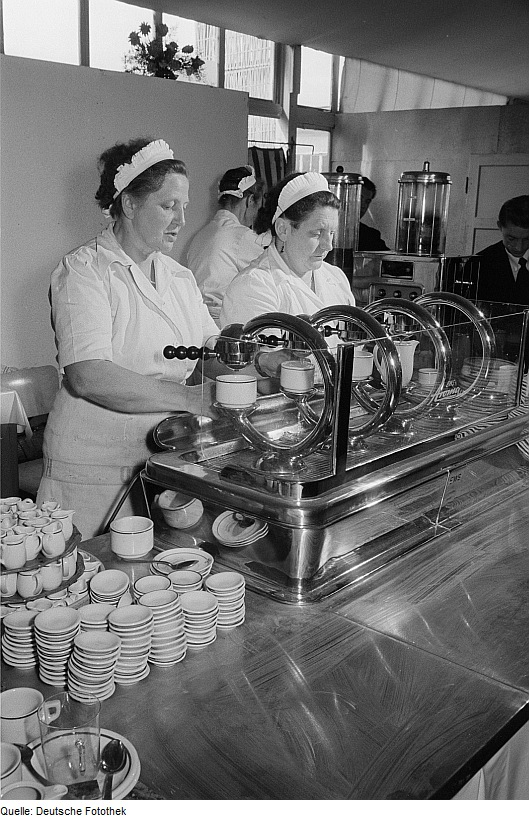
Máy pha cà phê espresso của Đông Đức, 1954
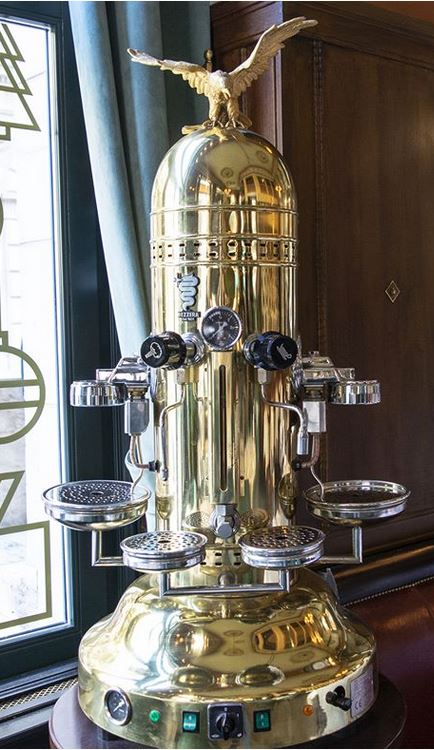
Máy pha cà phê Bezzera Eagle 2, được giới thiệu tại Central Cafe Budapest

Chiếc máy đầu tiên để pha cà phê espresso được chế tạo bởi Angelo Moriondo và cấp bằng sáng chế ở Turin, Ý, người đã thể hiện một mẫu máy chạy tại Triển lãm chung Turin năm 1884. Ông đã được cấp bằng sáng chế số. 33/256 ngày 16/5/1884 (theo "Bản tin về quyền sở hữu công nghiệp của Vương quốc Ý", Sđd 2, tập 15, năm 1884, trang 635 - 655). Ông Angelo Moriondo, người Turin, đã được trao chứng nhận danh hiệu công nghiệp cho một phát minh có tên là "Máy hơi nước mới dùng để làm bánh kẹo giải khát cà phê kinh tế và tức thời, phương pháp 'A. Moriondo', Plate CXL".
Năm 1901, Luigi Bezzera ở Milan đã được cấp bằng sáng chế cải tiến máy. Bezzera không phải là một kỹ sư, mà là một thợ cơ khí. Ông đã cấp bằng sáng chế cho một số cải tiến cho chiếc máy hiện có, cái đầu tiên được đăng ký vào ngày 19 tháng 12 năm 1901. Nó có tiêu đề "Những cải tiến trong máy móc để pha chế và phục vụ ngay thức uống cà phê" (Bằng sáng chế số 153/94, 61707, cấp ngày 5 tháng 6 năm 1902).
Năm 1905, Desiderio Pavoni, người thành lập công ty La Pavoni, đã mua bằng sáng chế và bắt đầu sản xuất máy thương mại (mỗi ngày một chiếc) tại một xưởng nhỏ ở Via Parini ở Milan.
Năm 1933, Francesco Illy người Hungary-Ý đã phát minh ra máy pha cà phê tự động đầu tiên thay thế hơi nước có áp suất. Illetta trở thành tiền thân của máy pha cà phê espresso ngày nay.

## Cơ chế hoạt động
Nhiều thiết kế máy đã được tạo ra để sản xuất cà phê espresso. Các máy có chung một số yếu tố.
Thay đổi độ mịn của quá trình xay, lượng áp lực được sử dụng để làm xáo trộn các hạt xay hoặc chính áp suất có thể được sử dụng để thay đổi hương vị của cà phê espresso. Một số nhân viên pha chế pha cà phê trực tiếp vào tách demitasse hoặc ly thủy tinh đã được làm nóng trước, để duy trì nhiệt độ cao hơn của cà phê espresso. Demitasse ( dem-E-tas ) là tiếng Pháp cho "nửa cup". Cốc cà phê nhỏ này chứa khoảng 2-3 ounce chất lỏng (60-90 mL). Đó là một nửa kích thước của một cốc cà phê thông thường, do đó còn gọi là "nửa cốc".

### Piston điều khiển
Máy điều khiển bằng piston, hoặc điều khiển bằng đòn bẩy, được phát triển ở Ý vào năm 1945 bởi Achille Gaggia, người sáng lập nhà sản xuất máy pha cà phê espresso Gaggia. Nói chung, thiết kế sử dụng một đòn bẩy, được bơm bởi người vận hành, để tạo áp suất nước nóng và đưa nước qua cối xay cà phê. Hành động tạo ra một shot espresso được gọi một cách thông tục thường được gọi là 'kéo' một phát, bởi vì những máy espresso điều khiển bằng đòn bẩy này yêu cầu kéo một tay cầm dài để tạo ra một shot (khoảng 25 – 30ml). Máy pha cà phê espresso điều khiển bằng đòn bẩy đôi khi được gọi là máy pha cà phê espresso thủ công nhờ đặc điểm này.
Có hai loại máy đòn bẩy; piston bằng tay và thiết kế piston lò xo. Với piston bằng tay, người vận hành trực tiếp cho nước vào bã cà phê. Trong thiết kế piston lò xo, người vận hành làm việc để căng một lò xo, sau đó tạo áp suất cho cà phê espresso (thường là 8 đến 10 bar; 116 đến 145 psi).